# نيكولا رادوجيتشيتش
نيكولا رادوجيتشيتش هو لاعب كرة قدم صربي في مركز الدفاع، ولد في 19 يناير 1992 في فاليفو في صربيا. لعب مع إنتر زابرشيتش وملادوست لوتشاني ونادي ميتالاك.

## وصلات خارجية
- نيكولا رادوجيتشيتش على موقع قاعدة بيانات كرة القدم.إي يو (الإنجليزية)
- نيكولا رادوجيتشيتش على موقع Soccerway.com (الإنجليزية)
- نيكولا رادوجيتشيتش على موقع عالم كرة القدم.نت (الإنجليزية)